# Alfabeto batak

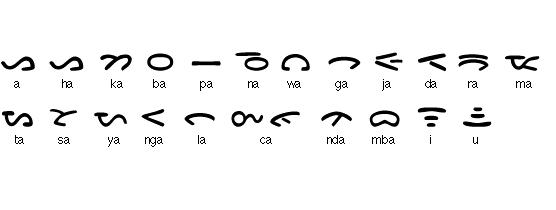
alfabeto batak

El alfabeto batak (originalmente conocido como surat Batak, surat na sampulu sia «las diecinueve letras» o si-sia-sia) es un tipo de alfabeto abugida utilizado en la escritura de las lenguas batak al norte de Sumatra. Un grupo de lenguas austronesias hablados por cerca de tres millones de personas en la isla indonesia de Bali. En la mayor parte de las comunidades batak, solo los sacerdotes o datu son capaces de usar el alfabeto batak, y lo usan principalmente para textos mágicos y calendarios.

## Historia
El alfabeto batak fue derivado probablemente de los alfabetos pallava y antiguo Kawi, que en último término fueron derivados del alfabeto Brahmi, la raíz de todos los abugidas del Índico y del sudeste de Asia.
Como la mayoría de los abugidas, cada letra tiene una vocal /a/ inherente. Las otras vocales son indicadas usando marcas diacríticas que pueden aparecer encima, debajo, a la izquierda o a la derecha de la consonante.

## Caracteres básicos
| Surat (caracteres básicos) | Surat (caracteres básicos) | Surat (caracteres básicos) | Surat (caracteres básicos) | Surat (caracteres básicos) | Surat (caracteres básicos) | Surat (caracteres básicos) | Surat (caracteres básicos) | Surat (caracteres básicos) | Surat (caracteres básicos) | Surat (caracteres básicos) | Surat (caracteres básicos) | Surat (caracteres básicos) | Surat (caracteres básicos) | Surat (caracteres básicos) | Surat (caracteres básicos) | Surat (caracteres básicos) | Surat (caracteres básicos) | Surat (caracteres básicos) | Surat (caracteres básicos) | Surat (caracteres básicos) | Surat (caracteres básicos) | Surat (caracteres básicos) | Surat (caracteres básicos) |
| -------------------------- | -------------------------- | -------------------------- | -------------------------- | -------------------------- | -------------------------- | -------------------------- | -------------------------- | -------------------------- | -------------------------- | -------------------------- | -------------------------- | -------------------------- | -------------------------- | -------------------------- | -------------------------- | -------------------------- | -------------------------- | -------------------------- | -------------------------- | -------------------------- | -------------------------- | -------------------------- | -------------------------- |
| AFI                        | a                          | ha                         | ka                         | ba                         | pa                         | na                         | wa                         | ga                         | dʒa                        | da                         | ra                         | ma                         | ta                         | sa                         | ja                         | ŋa                         | la                         | ɲa                         | tʃa                        | nda                        | mba                        | i                          | u                          |
| Transcripción              | a                          | ha                         | ka                         | ba                         | pa                         | na                         | wa                         | ga                         | ja                         | da                         | ra                         | ma                         | ta                         | sa                         | ya                         | nga                        | la                         | nya                        | ca                         | nda                        | mba                        | i                          | u                          |
| Karo                       | A                          | Ha                         | Ka                         | Ba                         | Pa                         | [ 1 ]                      | Wa                         | Ga                         | Ja                         | Da                         | Ra                         | Ma                         | Ta                         | Sa                         | Ya                         | Nga                        | La                         |                            | [ 2 ]                      |                            |                            | I                          | I                          |
| Mandailing                 | A                          | Ha                         | Ka                         | Ba                         | Pa                         | [ 1 ]                      | Wa                         | Ga                         | Ja                         | Da                         | Ra                         | Ma                         | Ta                         | [ 3 ]                      | Ya                         | Nga                        | La                         | Nya                        | Ca                         |                            |                            | I                          | I                          |
| Pakpak                     | A                          | Ha                         | Ka                         | Ba                         | Pa                         | [ 1 ]                      | Wa                         | Ga                         | Ja                         | Da                         | Ra                         | Ma                         | Ta                         | Sa                         | Ya                         | Nga                        | La                         |                            | Ca                         |                            |                            | I                          | I                          |
| Toba                       | A                          | Ha                         | Ka                         | Ba                         | Pa                         | [ 1 ]                      | [ 4 ]                      | Ga                         | Ja                         | Da                         | Ra                         | Ma                         | [ 5 ]                      | Sa                         | Ya                         | Nga                        | La                         | Nya                        |                            |                            |                            | I                          | I                          |
| Simalungun                 | A                          | Ha                         | Ka                         | Ba                         | Pa                         | [ 1 ]                      | Wa                         | Ga                         | Ja                         | Da                         | Ra                         | Ma                         | Ta                         | Sa                         | Ya                         | Nga                        | La                         | Nya                        | Nda                        | [ 6 ]                      |                            | I                          | I                          |

## Diacríticos
Los diacríticos son usados para cambiar la pronunciación de un carácter. Pueden cambiar la vocal de la inherente /a/, marca como final [velar nasal] /ŋ/, marca como final fricativa velar /x/, o indica una consonante final sin vocal:
| Latin Trans. | Batak Diacritics | Batak Diacritics | Batak Diacritics | Batak Diacritics | Batak Diacritics |      | Latin Trans. | Diacríticos Batak con /ka/ | Diacríticos Batak con /ka/ | Diacríticos Batak con /ka/ | Diacríticos Batak con /ka/ | Diacríticos Batak con /ka/ |
| Latin Trans. | Karo             | Mand.            | Pakp.            | Sima.            | Toba             | Karo | Latin Trans. | Mand.                      | Pakp.                      | Sima.                      | Toba                       |                            |
| -a           |                  |                  |                  |                  |                  | ka   | Ka           | Ka                         | Ka                         | Ka                         | Ka                         |                            |
| -e           | -E · -E          | -E               | -E · -E          | -E               | -E               | ke   | Ke · Ke      | Ke                         | Ke · Ke                    | Ke                         | Ke                         |                            |
| -i           | -I · -I          | -I               | -I               | -I               | -I               | ki   | Ki · Ki      | Ki                         | Ki                         | Ki                         | Ki                         |                            |
| -o           | -O · -O          | -O               | -O               | -O               | -O               | ko   | Ko · Ko      | Ko                         | Ko                         | Ko                         | Ko                         |                            |
| -ou          |                  |                  |                  | -Ou              |                  | kou  |              |                            |                            | Kou                        |                            |                            |
| -u           | -U               | -U               | -U               | -U               | -U               | ku   | Ku           | Ku                         | Ku                         | Ku                         | Ku                         |                            |
| -ng          | -Ng              | -Ng              | -Ng              | -Ng              | -Ng              | kang | Kang         | Kang                       | Kang                       | Kang                       | Kang                       |                            |
| -h           | -H               |                  | -H               | -H               |                  | kah  | Kah          |                            | Kah                        | Kah                        |                            |                            |
| –            | -                | -                | -                | -                | -                | k    | K            | K                          | K                          | K                          | K                          |                            |